# 江蘇號通報艦
江蘇號通報艦是一艘清政府委託英國人李泰國向英國訂購的通報艦，作為晚清第一支現代海軍“阿思本艦隊”的旗艦。它於1863年完工，李泰國命名為“江蘇”號（英語：Keang-Soo），到達中國後清政府命名為“鎮吳”號。但由於清政府不滿艦隊的指揮、人事被李泰國控制，最終艦隊全部出售。日本薩摩藩於1867年購入後改名為「春日丸」。1870年薩摩藩將它献给明治政府，改名為「春日」。它是日軍第一艘以「春日」為名的軍艦，以紀念奈良縣的春日山。
它於1868-1869年参加了戊辰戰爭中的阿波沖海戰、宮古灣海戰和箱館灣海戰，於1875年江華島事件時參與封鎖釜山港，1874年牡丹社事件前到台灣測量水深，1877年西南战争時運送部隊，1894年除籍。曾任本艦艦長的著名軍人包括伊東祐亨以及井上良馨，東鄉平八郎曾在本艦擔任士官。

## 建造

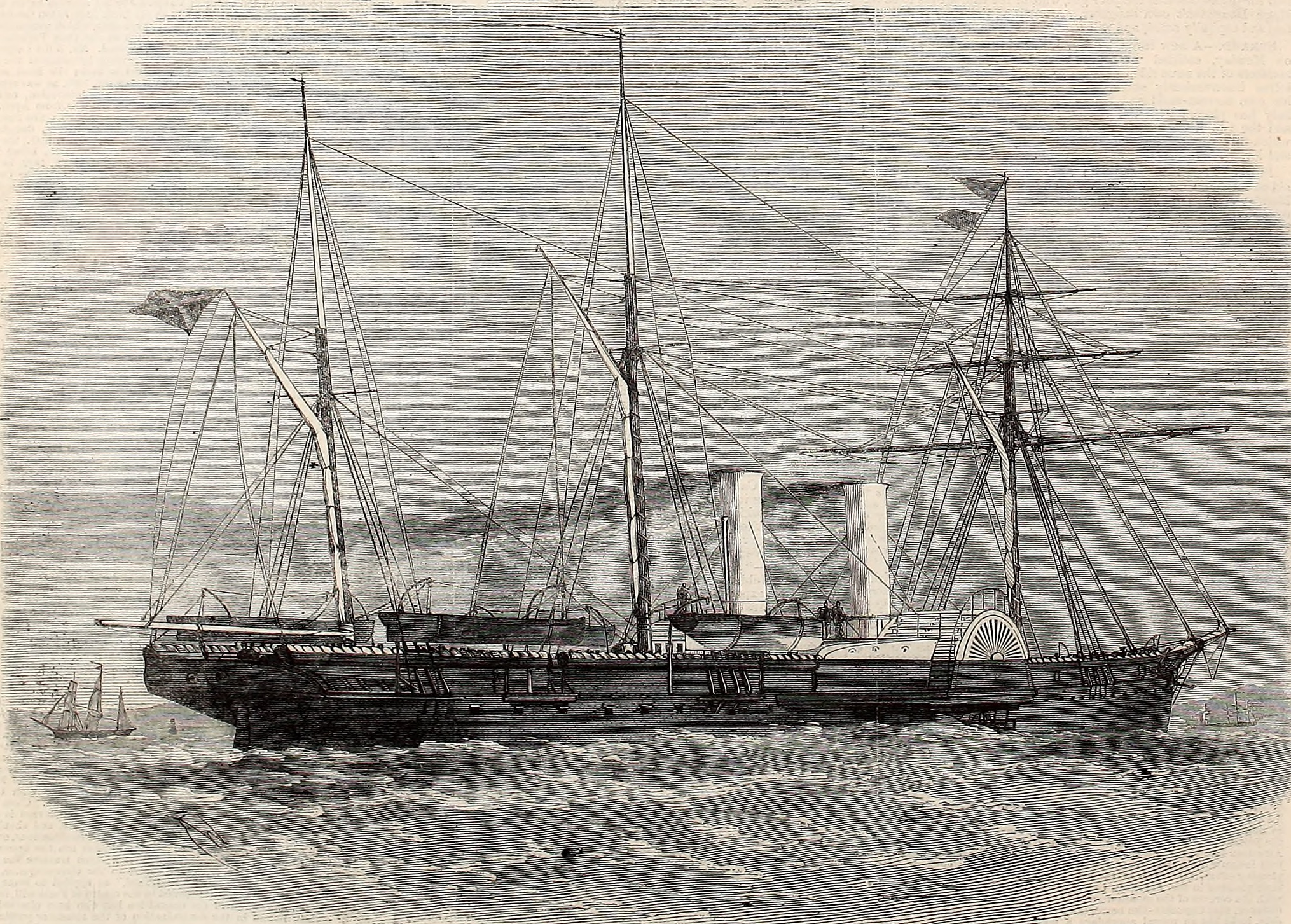
依照片臨摹的本艦

本艦由位於英格蘭懷特島考斯的偉德船廠於1863年建成，木造船壳全長241.5英尺（73.6），全寬29英尺3英寸（8.92），排水量1,269長噸（1,289公噸），載重噸位1,015長噸（1,031公噸），吃水18英尺1英寸（5.51），型深15英尺3英寸（4.65），乘員125人。這艘三桅飛剪式帆船的蒸汽機由位於南安普敦的Messrs. Day公司製造，額定馬力為300匹馬力，使用明轮，有兩個煙囪，在斯托克斯灣試航時最高速度達每小時17節。
本艦出廠時裝有六門砲，前後各一門旋轉式68磅彈炮，側舷裝備四門18磅彈炮。:792本艦賣給日本後有七門砲，七門砲的種類有不同紀錄。海軍有終會說是一門30磅彈炮，兩門克虜伯8厘米長管砲，兩門6磅彈阿姆斯壯線膛後裝砲，兩門1吋諾典砲（諾典飛爾德一吋砲？）。馬幼垣說是一門7吋前裝炮，四門4.5吋後裝砲，二門30磅彈前裝炮。《倫敦新聞畫報》說箱館灣海戰時配有兩門100磅彈砲以及五門其他大砲。

## 艦歷

### 阿思本艦隊

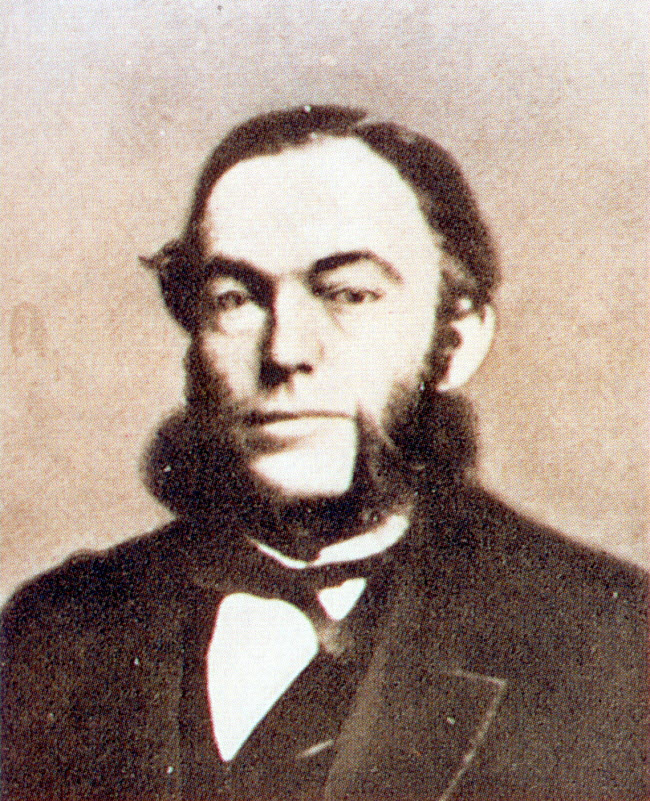
李泰國

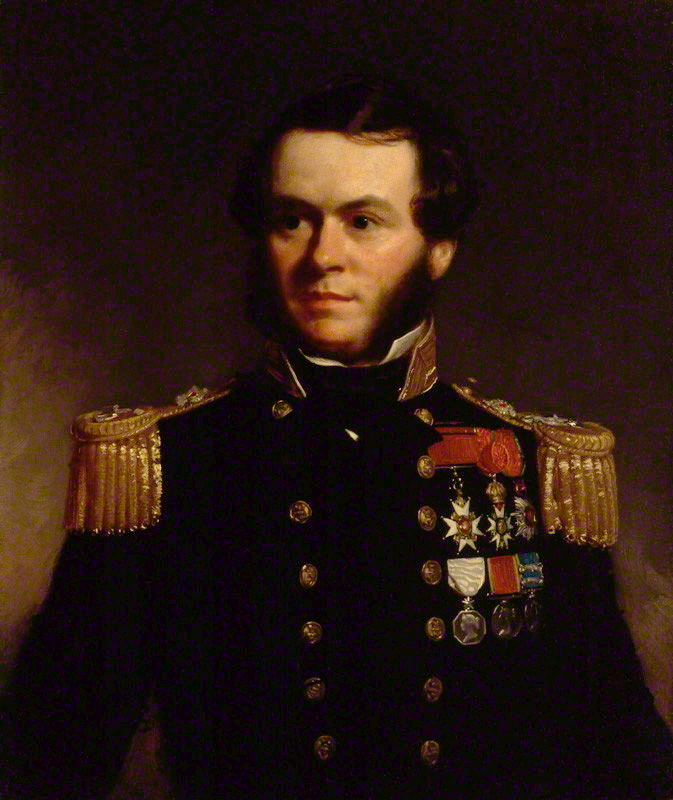
阿思本

清政府為了鎮壓太平天國，決定購買汽船，於同治元年(1862年)委託在英國的大清皇家海關總稅務司李泰國購買中號兵輪三艘，小號四艘，躉船一艘，總計八十萬兩白銀，由各地海關收入支付。同治二年(1863年)九月十八日由英國海軍上校舍納德·阿思本率領洋兵六百人將之駛到天津，史稱「阿思本艦隊」或「英中海軍聯合艦隊」，本艦是旗艦，屬於中號兵輪。
據代理總稅務司赫德的預算，一艘中號兵輪每年薪餉支出7,500英鎊（約22,500兩銀），包括從英國招募的10名軍官共3,200英鎊，水手30人，年薪60英鎊；中國水手100人，年薪25英鎊。清政府對於外國水手30人，中國水手100人並無異議，但是軍官的人事安排關係由誰控制艦隊，始終沒有與英方達成協議。由於購艦資金來自海關，李泰國的立場是該艦隊受海關（主要人員都是英人）指揮，用來保護外國貿易，打擊太平軍支持的海盜。如本艦在建造時英國當地報紙就稱其為「海關巡邏艦」（revenue cutter）。清政府則堅持事關主權，不能由外人主導。交涉因此破裂，最後將艦隊全數出售，人員遣散。
據阿思本1864年對英國首相羅素的報告，“江蘇”艦（不含武器裝備）價值45,500英鎊，英國政府提供的艦上武器裝備價值約3,478英鎊。:788阿思本艦隊的“江蘇”艦與“廈門”艦以11,250英鎊出售，3艦以30,100英鎊出售給埃及，廣東艦與供應船Thule以8,124英鎊出售給印度，加上英國國會撥款，清廷從出售阿思本艦隊的六艘船總共收回152,500英鎊。:821-823

### 日本薩摩藩海軍
日本的薩摩藩準備推翻德川幕府，由武士松方正義負責軍事。當時薩摩藩海軍只有幾艘船，最大的一艘還在乾塢，因此松方正義決定買船。當時長崎最便宜的船要兩萬日兩，松方卻看上最貴的該艦，要價16萬日兩（照當時的匯率約為250,000美元）。松方說服一位薩摩藩富商出一半的錢，另一半的錢貸款，於1867年11月3日成交，改名為「春日丸」。艦名「春日」來自奈良縣的春日山，山下有著名的春日大社（舊稱春日神社）。當時德川幕府海軍中的船速度最高的不過12節（22每小時），而該艦17節（31每小時）的速度更快，從長崎到鹿兒島200餘英里的航程它只花了12小時，而過去至少要花三天。松方正義打算將它變成一艘軍艦。然而此價格是松方獲得授權的預算的四倍，島津氏族家老因爲高成本而感到震驚，因此推翻了松方的想法，將它用作貨船運米，松方因此辭去艦長職位。但是幾個月之後戊辰戰爭爆發，在松方的助手赤塚源六的指揮下，它變成了一艘戰艦。

#### 阿波沖海戰

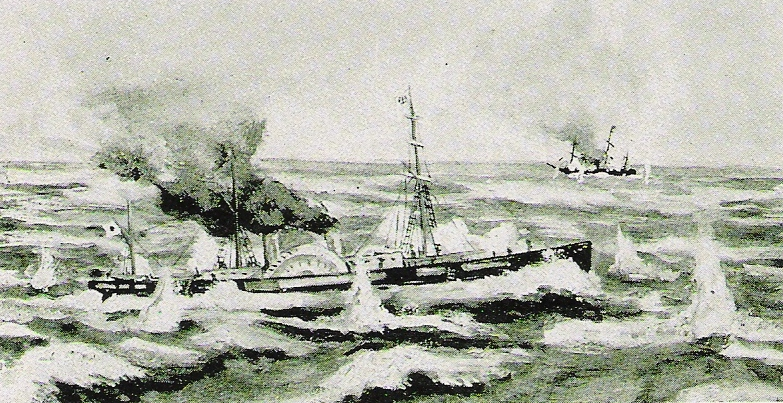
描繪阿波沖海戰的畫作。近處是春日丸，遠處是江戶幕府的戰艦“開陽丸”

「春日丸」於1868年1月進入神户港，被德川海軍的三艘船封鎖：開陽丸、蟠龍丸和翔鶴丸。未來的日本聯合艦隊司令東鄉平八郎於1月3日上船擔任三等砲術士官。1月3日晚，春日丸與另外兩艘船（翔凰丸和平運丸）逃出神户港。開陽丸發現了它，追擊到阿波海峽。兩艘船在1,200-2,500米的距離內交火，但沒有造成什麼損害。翔凰丸因為觸礁而自沉。這是日本海軍史上第一次現代艦隊之間交戰。（日本海軍史上第一次現代艦艇交戰是1863年7月16日的下關海戰，美國的懷俄明號在下關港單獨面對長州藩的艦隊，擊沈庚申丸。）

#### 宮古灣海戰

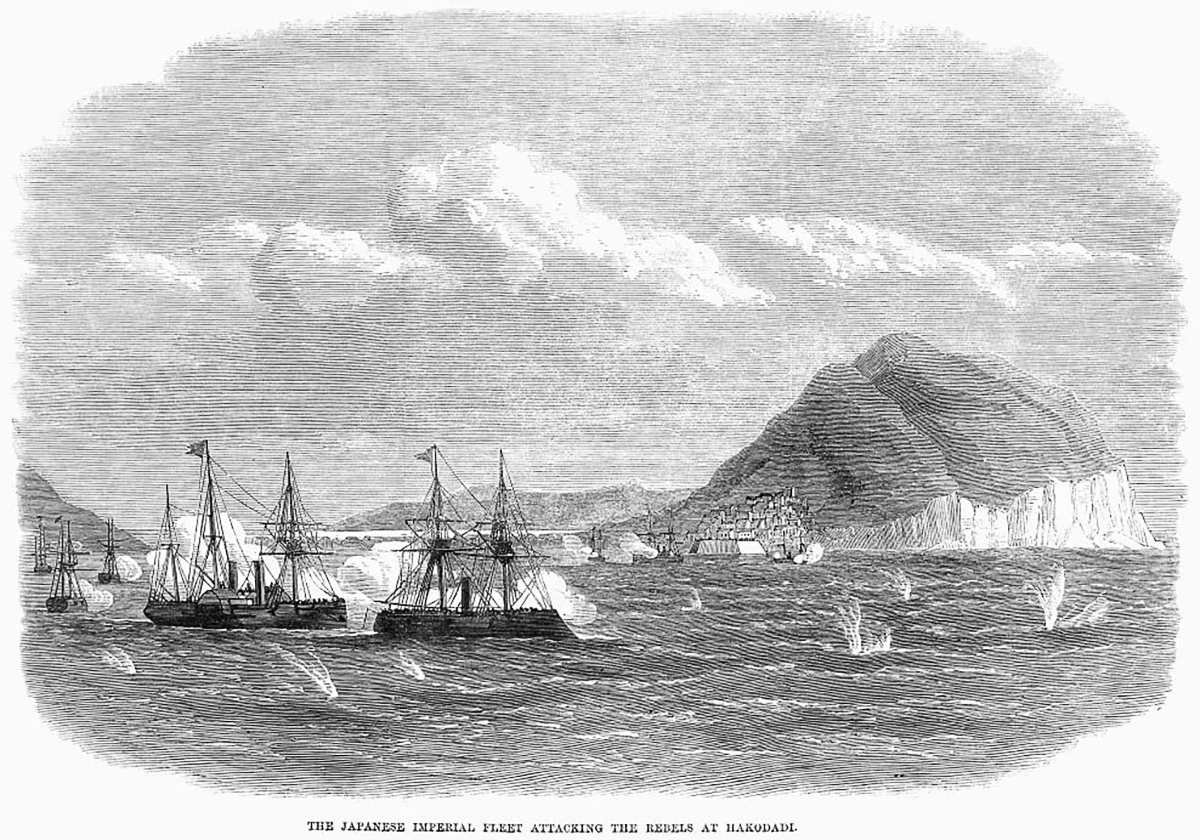
參與箱館灣海戰的春日丸與甲鐵艦

前幕府軍的殘部在北海道建立了蝦夷共和國，並得到儒勒·布呂奈等法國軍事顧問支持。春日丸於1869年3月參加了箱館戰爭，鎮壓前幕府軍。

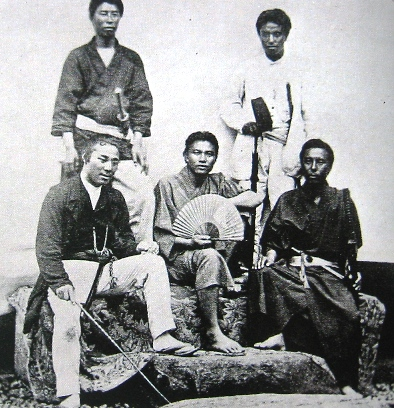
春日丸船員於1869年8月的合照。右後穿白衣的是東鄉平八郎。

1869年3月25日，遠征隊停泊在宮古灣北部，幕府的戰艦“回天丸”意圖奇襲奪取當時最先進的甲鐵艦，因此懸掛美國國旗，直到和甲鐵艦接舷登船前才升蝦夷共和國旗，被春日丸發現，鳴砲示警，幕府軍的攻擊被甲鐵艦的加特林机枪擊退。甲鐵艦與春日丸發動追擊，「回天丸」逃脫，但是速度較慢的「第二回天」（又名「高雄丸」）在逃走過程中擱淺自沉。在春日丸任砲術士官的東鄉平八郎日後回憶此次奇襲，說「出其不意是起死回生的秘訣」，此後在指揮中運用了此原則。
此後，春日丸於1869年5月參與了箱館灣海戰，直到前幕府軍投降。

### 日本帝國海軍
1870年4月，薩摩藩將它獻給明治維新政府，加入新成立的日本帝國海軍，更名為「春日」。1872年9月，在艦長伊藤雋吉的指揮下，日本外務少丞花房義質率春日等艦到達朝鮮釜山，要求接收草梁倭館，改為日本公使館，遭朝鮮拒絕。這次任務失敗後，它於1875年江華島事件時參與封鎖釜山港。
在艦長井上良馨的指揮下，它也參加了1874年的征台之役。它於1873年11月11日離開日本前往台灣測量水深，中途在上海（後來的首任臺灣總督樺山資紀在上海登船隨行前往台灣）、香港、廣州、澳門停靠，1874年2月25日離開澳門前往澎湖，3月9日抵達台灣打狗（高雄舊名），3月14日離開。
它參加了1877年的西南戰爭運送部隊。
它於1894年2月2日除役，然後被分配到在對馬島的竹敷要港部的水雷團。它於1902年（或說1903年）被賣掉拆解。

## 歷任艦長
曾任本艦艦長的著名軍人包括：在甲午戰爭時擔任聯合艦隊司令長官，殲滅清朝北洋水師的伊東祐亨，以及官至元帥海軍大將的井上良馨。下表根據《日本海軍史》第9、第10巻的「將官履歴」以及《官報》進行整理。
- 查爾斯·斯圖爾特·福布斯（西班牙语：Charles Stuart Forbes）（或譯「法貝斯」）：1863年 - 1867年11月
- 赤塚源六（日语：赤塚源六）：慶応3年（1867年）12月 - 明治3年（1870年）8月
- 柳楢悦（日语：柳楢悦） 少佐：明治4年2月17日（1871年4月6日） - 明治4年9月12日（1871年10月25日）
- 伊東祐亨 大尉（代理）：明治4年（1871年）9月 - 明治4年（1871年）11月
- 伊藤雋吉（日语：伊藤雋吉） 少佐：1871年10月27日 - 1872年4月15日
- 伊東祐亨 大尉：明治5年（1872年）2月 - 1872年12月14日
- 井上良馨 少佐：1872年12月15日 - 1874年10月14日
- 磯邊包義（日语：磯辺包義） 少佐：1875年4月14日 - 1880年6月17日
- 松村正命 少佐：1881年6月17日 - 1883年8月16日
- 浅羽幸勝 少佐：1883年8月16日 - 1884年1月21日
- 佐藤鎮雄 少佐：1884年1月21日 - 1884年2月8日
- 五藤国幹 少佐：1884年2月8日 - 2月21日
- 青木住真 中佐：1884年5月19日 -
- 窪田祐章 大尉：1885年12月25日 -
- 森又七郎（日语：森又七郎） 少佐：1887年3月28日 - 1889年4月17日
- 遠藤増蔵 少佐：1889年4月17日 - 1890年7月15日
- 伊藤常作 少佐：1890年7月15日 - 1891年12月14日
- 小田亨 少佐：1891年12月14日 - 1893年5月20日
- 副島種藤 少佐：1893年5月20日 -

## 延伸閱讀
- Richard N. J. Wright. . Chatham. 2000年: 15–19頁  [2019-01-06]. ISBN 978-1-86176-144-6. （原始内容存档于2019-01-12） （英语）.
- David Lloyd Williams. . Nostalgia Collection. 2001年: 21,85頁  [2019-01-10]. ISBN 978-1-85794-157-9. （原始内容存档于2019-01-12） （英语）.
- Hansgeorg Jentschura; Dieter Jung; Peter Mickel. . Arms and Armour. 1999年. ISBN 978-1-85409-525-1 （英语）.
- Roger Chesneau. . Conway Maritime Press. 1979年  [2019-01-10]. ISBN 978-0-85177-133-5. （原始内容存档于2019-01-12） （英语）.
- 福井静夫. . ベストセラーズ. 1994年  [2019-01-10]. ISBN 978-4-584-17054-0. （原始内容存档于2019-01-12） （日语）.
- 海軍歴史保存会. . 第一法規出版. 1995年  [2019-01-10]. ISBN 978-4-474-10058-9. （原始内容存档于2019-01-12） （日语）.

## 外部連結
- 明治二年函館海戰之圖 （页面存档备份，存于）. Naval History and Heritage Command, U.S. Navy